# Hjördis Landahl
Hjördis Landahl, född 27 juli 1911 på Orust, död 5 februari 2017 i Köpenhamn, var en svensk målare och konsthantverkare. 
Hon var dotter till provinsialläkaren Pär Landahl och Greta Bodman och 1940–1946 gift med Ole Hammeleff. Landahl studerade gobelängvävning vid Handarbetets vänner 1933 och konststudier vid Nya målarskolan i Stockholm 1934–1936 och för Othon Friesz i Paris 1937 samt för Peter Rostrup Bøyesen i Köpenhamn 1936 och 1938. Hon medverkade i ett flertal danska och svenska samlingsutställningar och var representerad i Nordiska konstnärinnors utställning på Liljevalchs konsthall 1948 och i Kunstnernes Efteraarsudstilling i Köpenhamn 1944–1951. Separat ställde hon bland annat ut på Brunkebergs konstsalong, De ungas salong i Stockholm och i Köpenhamn. Som illustratör medverkade hon med tuschteckningar i Svenska Dagbladets söndagsbilaga. Bland hennes offentliga arbeten märks en gobeläng som hon utförde för Haandarbejdets Fremme i Köpenhamn. Hennes konst består av stilleben, figurkompositioner och landskapsmålningar ofta med vårmotiv från Frankrike och mönsterritning till textilier.